# Nadir Maguet
Nadir Maguet est un skieur-alpiniste et athlète Italien, né le 24 novembre 1993 à Aoste.

## Biographie
Le 11 juillet 2022, il s'élance de Pontresina et entreprend l'ascension du Piz Bernina en passant par le Biancograt. Il atteint le sommet en 2 h 44 min 13 s et réalise un nouveau record d'ascension, battant de plus d'une demi-heure le précédent record détenu par Philipp Brugger. Le 5 septembre, une semaine après avoir terminé quatrième du Trophée Kima, il s'élance à l'assaut du Grossglockner. Empruntant la voie sud-ouest, le Stüdlgrat, il atteint le sommet en 1 h 30 min 23 s, battant de sept minutes le record de Philipp Brugger.
Le 2 juillet 2023, il s'élance pour la première fois sur le SkyMarathon Sentiero 4 Luglio. Dominant la course, il s'impose en 4 h 3 min 1 s et devance le vétéran Tadei Pivk de plus de cinq minutes. Il établit ainsi un nouveau record du parcours, battant de cinq minutes le précédent record détenu par Mario Poletti depuis 2003.

## Résultats
En 2019 il termine à la deuxième place d'une édition Marathon du Mont-Blanc au niveau particulièrement relevé. Après avoir dû faire une pause d'un mois à cause d'une blessure à un genou, il remporte le Vertical Terme di Bognanco et devient ainsi champion d'Europe 2019 de kilomètre vertical. Il remporte ensuite la Ring of Steall SkyRace le 20 septembre 2019.
| #   | masculin           | Course                                                            | Longueur | Départ            | Temps           |
| 1er | Médaille d'or      | Kilomètre vertical de Fully                                       | 1,9 km   | 22 octobre 2016   | 30 min 17 s     |
| 3e  | Médaille de bronze | Red Bull K3                                                       | 9,2 km   | 29 juillet 2017   | 2 h 05 min 24 s |
| 2e  | Médaille d'argent  | DoloMyths Run Vertical Kilometer                                  | 2,4 km   | 20 juillet 2018   | 33 min 7 s      |
| 3e  | Médaille de bronze | DoloMyths Run                                                     | 22 km    | 22 juillet 2018   | 2 h 3 min 31 s  |
| 2e  | Médaille d'argent  | Championnats du monde de skyrunning 2018 (Ring Of Steall Skyrace) | 29 km    | 15 septembre 2018 | 3 h 06 min 05 s |
| 1re | Médaille d'or      | AMA VK2                                                           | 11 km    | 22 juin 2019      | 1 h 42 min 1 s  |
| 2e  | Médaille d'argent  | Marathon du Mont-Blanc                                            | 42 km    | 30 juin 2019      | 3 h 54 min 26 s |
| 2e  | Médaille d'argent  | DoloMyths Run Skyrace                                             | 22 km    | 21 juillet 2019   | 2 h 2 min 54 s  |
| 1re | Médaille d'or      | Championnats d'Europe de skyrunning - Kilomètre vertical          | 3,4 km   | 5 septembre 2019  | 37 min 28 s     |
| 1re | Médaille d'or      | Ring of Steall SkyRace                                            | 29 km    | 20 septembre 2019 | 3 h 14 min 47 s |
| 1re | Médaille d'or      | Monte Rosa SkyMarathon                                            | 35 km    | 19 juin 2021      | 4 h 45 min 58 s |
| 3e  | Médaille de bronze | Verticale du Grand Serre                                          | 1,8 km   | 3 octobre 2021    | 32 min 43 s     |
| 3e  | Médaille de bronze | Kilomètre vertical Chiavenna-Lagùnc                               | 3,3 km   | 10 octobre 2021   | 32 min 41 s     |
| 1re | Médaille d'or      | Limone Extreme                                                    | 22,2 km  | 30 octobre 2021   | 2 h 23 min 3 s  |
| 1re | Médaille d'or      | Aosta - Becca di Nona                                             | 13 km    | 17 juillet 2022   | 1 h 54 min 1 s  |
| 1re | Médaille d'or      | Veia SkyRace                                                      | 31 km    | 11 septembre 2022 | 2 h 51 min 37 s |
| 2e  | Médaille d'argent  | Lavaredo 50K                                                      | 50 km    | 23 juin 2023      | 4 h 3 min 27 s  |
| 1re | Médaille d'or      | SkyMarathon Sentiero 4 Luglio                                     | 42 km    | 2 juillet 2023    | 4 h 3 min 1 s   |
| 1re | Médaille d'or      | Skyrace des Matheysins                                            | 25 km    | 5 mai 2024        | 2 h 25 min 43 s |
| 1re | Médaille d'or      | Monte Zerbion SkyRace                                             | 22 km    | 18 mai 2024       | 1 h 59 min 32 s |
| 1re | Médaille d'or      | Lavaredo 20K                                                      | 19,8 km  | 27 juin 2024      | 1 h 29 min 35 s |
| 1re | Médaille d'or      | Maga SkyMarathon                                                  | 39 km    | 22 septembre 2024 | 4 h 21 min 56 s |
| 2e  | Médaille d'argent  | Lavaredo 20K                                                      | 20 km    | 26 juin 2025      | 1 h 29 min 9 s  |
| 1re | Médaille d'or      | Val d'Aran by UTMB - PDA                                          | 52 km    | 3 juillet 2025    | 4 h 52 min 6 s  |